# Берент, Иоганн Теодор
Иоганн Теодор Берент (латыш. Johans Teodors Bērents; 11 июня 1789, Рига, Лифляндская губерния, Российская империя — 9 июля 1866, Сунтажи, Лифляндская губерния, Российская империя) — латышский писатель

, переводчик религиозной литературы на латышский язык, один из основателей (1824) и руководитель Латышского литературного общества (1845—1851). Лютеранский пастор.

## Биография
Прибалтийский немец. Родился в семье рижского купца. Изучал богословие в университете Дерпта (1803—1806). С 1808 до 1850 года служил приходским священником в Сунтажи. В 1724 году участвовал в создании Латышского литературного общества, был его секретарём и руководителем.
Создал 38 приложений к «Vidzemes kalendāra» (1825—1863), регулярно публиковал аналитические статьи в газетах «Ziņas», «Latviešu ļaužu draugs», «Latviešu Avīzes».
В 1852 году он опубликовал свою книгу «Tā Dieva kalpa Mārtiņa Lutera mazais katķisms», перевёл ряд рассказов для детей в серии «Grāmatiņas priekš tiem mīļiem bērniņiem» (1855—1865).

## Избранные публикации
- Über die Notwendigkeit und die Einrichtung weiblicher Bildungsanstalten für die lettische Nation («О необходимости создания женских образовательных учреждений для латышского народа», 1811),
- Stāsts, kas atbild uz tiem Zālamana vārdiem" (1830),
- «Tā Dieva kalpa Mārtiņa Lutera mazais katķisms» (1852),
- «Stāsti, pa ziemas vakariem stāstīti Kraukļu krogā krāsns priekšā» (1854),
- «Grāmatiņas priekš tiem mīļiem bērniņiem» (1855—1865),
- «Zelta meklētājs» (1860).